# Philippe Féquant
Philippe Féquant (Montmorency, 9 giugno 1883 – Parigi, 24 dicembre 1938) è stato un generale francese, pioniere dell'impiego dell'aviazione in ambito coloniale. Tra i due conflitti mondiali ricoprì l'incarico di Capo di stato maggiore dell'Armée de l'air (15 ottobre 1936-22 febbraio 1938), Vicepresidente del Conseil supèrieur de l'air e Ispettore generale della difesa aerea territoriale. Fu un deciso fautore dell'adozione dei piani di sviluppo e rafforzamento dell'aviazione militare francese.

## Biografia
Nacque il 9 giugno 1883 a Montmorency (Val d'Oise), e dopo aver frequentato l'École spéciale militaire de Saint-Cyr, da cui uscì con il grado di sottotenente nell'ottobre 1905, fu assegnato al 22º Reggimento fanteria. Prestò servizio in Tonchino nel 9º Battaglione coloniale di stanza ad Hanoi dall'ottobre 1907 al settembre 1909, e al suo ritorno dall'Estremo Oriente, il 1º novembre 1910 fu assegnato all'Aéronautique Militaire. Conseguì il brevetto di pilota presso il campo d'aviazione di Châlons, passando poi allo stabilimento militare d'aviazione di Vincennes dove conseguì quello di pilota militare su velivolo monoplano Nieuport II. Assegnato il 29 settembre 1911 all'Escadrille V 14 fu inviato in Senegal (AOF) in missione di studio per l'impiego dell'aviazione in ambito coloniale. Il 26 maggio 1912 partecipò alla manovre delle truppe senegalesi volando da M'Bambey a Ndande a bordo di un aereo Nieuport, e ciò impressionò notevolmente la truppa. Il 30 maggio volò da Ndande a Lounga, e il giorno successivo da Lounga a Saint-Louis atterrando in un campo d'aviazione militare di fortuna a 7 km dalla città.
Trasferito in Marocco fu assegnato in successione al 1°, al 4°, e infine al 9º Battaglione fucilieri senegalesi. Lo scoppiò della prima guerra mondiale lo trovo in servizio al 2º Reggimento fanteria coloniale di stanza in Marocco, e ritornò in Patria nel marzo 1915 assegnato alla Scuola di volo di Pau per riprendere il suo addestramento interrotto dalla partenza per l'AOF. Il 22 maggio entrò in servizio presso l'Escadrille V.B. 101 rimanendo ferito in combattimento nel luglio successivo. Assegnato al Sotto segretariato all'aeronautica, nel maggio 1916 assunse il comando dell'Escadrille N 65 e il 16 ottobre successivo fu promosso al gradi di Chef de bataillon divenendo comandante del 13º Gruppo squadriglie da combattimento Nel maggio 1918 assunse il comando della 2e Escadre de chasse, e poi della 2ª Brigata aerea nel mese di giugno, terminando la guerra come Capo di stato maggiore della 1ª Divisione aerea, decorato con la Croix de guerre e del titolo di Ufficiale della Legion d'onore.
Promosso tenente colonnello nel 1921, nel novembre 1926, con il grado di colonnello, assunse il comando dell'Ecole Militaire et d'Application de l'Aéronautique, e dopo un corso presso il Centro di Alti Studi Militari assunse l'incarico di comandante del Servizio generale di rifornimento del materiale aereo. Il 20 marzo 1930 fu nominato generale di brigata, e nel 1933 assunse il comando della 2ª Brigata aerea di stanza a Digione. Promosso generale di divisione nell'aprile 1935, fu nominato comandante della 5ª Regione aerea di Algeri.
In 9 giugno 1936 entrò a far parte come membro del Conseil supérieur de l'Air, e il 15 ottobre successivo fu nominato Capo di stato maggiore dell'Armée de l'air, Vicepresidente del Conseil supèrieur de l'air e Ispettore generale della difesa aerea territoriale. In questa veste accompagnò il Presidente del consiglio Camille Chautemps in una visita ufficiale in Gran Bretagna. In seguito a questo viaggio, nel novembre 1937 studiò un piano (Plan IV) di rafforzamento urgente dell'aviazione militare. Tale piano fu sottoposto dal Ministro dell'aviazione Pierre Cot al Comitato permanente per la difesa nazionale (CPDN) ma trovò l'opposizione del Maresciallo di Francia Philippe Pétain. Grande ufficiale della Légion d'onore si spense il 24 dicembre 1938, qualche mese dopo aver lasciato l'incarico di Capo di stato maggiore dell'Armée de l'air al generale Joseph Vuillemin.

### Annotazioni
1. ↑  In lingua francese Groupe d'escadrilles de combat.
2. ↑  Comité Permanente pour la Défense Nationale.

### Fonti
1. 1 2 3 4 5 6 7 8 9 10 11  Beilot 2001, p. 194.
2. ↑  Brevetto n.49 del 18 settembre 1911.
3. 1 2  Danel, Cuny 1980, p. 50.
4. 1 2 3 4  Beilot 2001, p. 195.
5. ↑  Danel, Cuny 1980, p. 51.
6. ↑  Danel, Cuny 1980, p. 65.
7. ↑  Danel, Cuny 1980, p. 106.
8. ↑  Danel, Cuny 1980, p. 93.
9. 1 2 3  Hingham 2012, p. 32.
10. 1 2  Hingham 2012, p. 33.